# The Last Enemy
The Last Enemy est une mini-série britannique en un pilote de 90 minutes et quatre épisodes de 60 minutes réalisé par Iain B. MacDonald, et diffusé du 17 février au 16 mars 2008 sur BBC One.
En France, elle a été diffusée à partir du 16 mai 2009 sur OCS Choc.

## Synopsis
Dans un futur proche, le Royaume-Uni, assailli par le terrorisme et l'immigration illégale, se dote d'une nouvelle base de données, la Total Information Awareness (TIA) qui centralise tous les renseignements sur n'importe quelle personne sur le territoire.
Les questions morales, sociales et de vie privée qui en résultent sont vues par les yeux d'un génie en mathématiques, Stephen Ezard, reclus et plein de TOCs.

## Distribution
- Benedict Cumberbatch : Stephen Ezard
- Anamaria Marinca : Yasim Anwar
- Max Beesley : Michael Ezard
- Robert Carlyle : David Russell
- Eva Birthistle : Eleanor Brooke
- Geraldine James : Barbara Turney
- David Harewood : Patrick Nye
- Alex Caan : Haman
- San Shella : Andrew Wilcox
- Christopher Fulford : George Gibbon
- Paul Higgins : Lawrence Cooper